# Распределение (фармакология)
Распределение в фармакологии — это раздел фармакокинетики, который описывает обратимый перенос лекарственного средства из одних органов и систем в другие.
При попадании лекарственного средства путем абсорбции или прямого введения в системный кровоток, оно распределяется в интерстициальной или внутриклеточной жидкости. Каждый орган или ткань могут получать разные дозы препарата, и препарат может оставаться в разных органах или тканях разное время . Распределение лекарственного средства между тканями зависит от проницаемости сосудов, регионарного кровотока, сердечного выброса и скорости перфузии тканей, а также от способности лекарственного средства связывать белки тканей и плазмы и его растворимости в липидах. Также важную роль играет pH. Лекарственный препарат легко распределяется в органах с высокой способностью к перфузии тканей, таких как печень, сердце и почки. Через менее способные к перфузии ткани, такие как мышцы, жир и периферические органы, он распределяется в небольших количествах. Лекарственное средство способно перемещаться из плазмы в ткань до тех пор, пока между ними не установится равновесие (для несвязанного лекарственного средства, присутствующего в плазме).
При обсуждении распределения лекарств необходимо учитывать концепцию компартментализации организма. Эта концепция используется в фармакокинетическом моделировании.

## Факторы, влияющие на распределение
Существует множество факторов, влияющих на распределение лекарственного средства в организме, но автор многих учебных пособий и книг, Кармине Паскуццо Лима , считает наиболее важными следующие: физический объем организма, скорость выведения и степень связывания лекарственного средства с белками плазмы и/или тканями.

###### Физический объем организма
Эта концепция связана с мультикомпартментализацией. Любые лекарства в организме будут действовать как растворенные вещества, а ткани организма будут действовать как растворители. Специфика различных тканей в отношении функций растворителя приводит к разным концентрациям препарата в каждой группе тканей. Следовательно, распределение в организме определяется химическими характеристиками лекарства. Например, жирорастворимое лекарство имеет тенденцию накапливаться в жировой ткани, а водорастворимое лекарство имеет тенденцию накапливаться во внеклеточной жидкости. Объем распределения (Vd) лекарственного средства — это показатель, который количественно определяет степень его распределения. Его можно определить как теоретический объем, который должен был бы занимать лекарственный препарат (если бы он был распределен равномерно), чтобы обеспечить такую же концентрацию, какая находится в настоящее время в плазме. Данный показатель можно определить по следующей формуле: {\displaystyle Vd={Ab \over Cp}}, где {\displaystyle Ab} — общее количество лекарства в организме; {\displaystyle Cp} — концентрация лекарства в плазме.
Поскольку значение {\displaystyle Ab} эквивалентно дозе введенного лекарства, формула показывает, что существует обратно пропорциональная зависимость между {\displaystyle Vd} и {\displaystyle Cp}. То есть чем больше {\displaystyle Cp}, тем меньше будет {\displaystyle Vd}, и наоборот. Отсюда следует, что факторы, которые увеличивают {\displaystyle Cp}, будут уменьшать {\displaystyle Vd}. Это показывает, насколько важно учитывать параметры, касающиеся концентрации препарата в плазме и факторы, влияющие на них.
Если применить эту формулу к параметрам, относящимся к биодоступности, можно рассчитать количество лекарства, которое нужно ввести, чтобы получить необходимую концентрацию лекарства в организме («нагрузочная доза»):
{\displaystyle Dc={Vd.Cp \over Da.B}}
Данная концепция представляет клинический интерес, поскольку иногда необходимо достичь определенной концентрации препарата, оптимальной для того, чтобы он оказал требуемое воздействие на организм (например, если пациенту необходимо провести сканирование).

#### Скорость выведения
Скорость выведения лекарственного средства определяется как доля, которая выводится из циркуляции каждым органом после того, как лекарство было доставлено в орган кровотоком . Эта концепция основывается на уже известных предпосылках и зависит от ряда отдельных факторов.
- Характеристики препаратов, в том числе их pKa.
- Перераспределение в тканях организма. Отдельные препараты быстро распределяются в некоторых тканях, пока не достигнут равновесия с концентрацией в плазме. Однако другие ткани с более медленной скоростью распределения будут продолжать поглощать препарат из плазмы в течение более длительного периода. Это означает, что концентрация лекарства в первой ткани будет больше, чем концентрация в плазме, и лекарство будет перемещаться из ткани обратно в плазму. Этот процесс будет продолжаться до тех пор, пока лекарство не достигнет равновесия во всех тканях организма. Таким образом, наиболее чувствительная ткань будет подвергаться воздействию двух различных концентраций лекарственного средства: начальной более высокой концентрации и последующей более низкой концентрации вследствие перераспределения в тканях.
- Разница концентраций между тканями.
- Поверхность обмена.

- Наличие естественных барьеров. Это препятствия на пути диффузии препарата, подобные тем, которые возникают при его абсорбции. Наиболее интересными являются:
  - проницаемость капиллярного русла, которая различна в разных тканях;
  - гематоэнцефалический барьер: он расположен между плазмой в кровеносных сосудах головного мозга и внеклеточным пространством мозга. Наличие этого барьера затрудняет попадание лекарства в мозг;
  - плацентарный барьер: предотвращает попадание высоких концентраций потенциально токсичного препарата к плоду.

##### Связывание с белками плазмы
Некоторые лекарства обладают способностью связываться с определенными типами белков, которые содержатся в плазме. Это важно, так как в ткани могут быть доставлены только те препараты, которые присутствуют в плазме в свободном виде. Таким образом, лекарства, которые связаны с белками плазмы, действуют как резервуар лекарства в организме, и это связывание снижает конечную концентрацию лекарства в тканях. Связывание между лекарственным препаратом и белками плазмы редко бывает специфичным и обычно лабильно и обратимо. В нем, как правило, участвуют ионные связи, водородные связи, силы Ван-дер-Ваальса и — реже —  ковалентные связи. Это означает, что связь между лекарством и белком может быть нарушена и лекарство может быть заменено другим веществом (или другим лекарством). Кроме того, связывание белка подвержено насыщению. Также существует равновесие между количеством свободного лекарственного вещества в плазме и вещества, связанного с белками. То есть доля лекарства, связанного с белками плазмы, будет стабильной, независимо от его общей концентрации в плазме.
Исследования in vitro, проведенные в оптимальных условиях, показали, что равновесие между концентрацией лекарственного средства в плазме и его концентрацией в тканях существенно изменяется только при скорости связывания с белками плазмы более 90 %. Выше этих уровней лекарство секвестрируется, что снижает его присутствие в тканях до 50 % от первоначального.
Это важно при рассмотрении фармакологических взаимодействий: тканевая концентрация лекарства со скоростью связывания с белками плазмы менее 90 % не будет значительно увеличиваться, если это лекарство будет вытеснено из соединения с белком другим веществом. С другой стороны, при степени связывания более 95 % небольшие изменения могут вызвать важные модификации концентрации препарата в тканях. Это, в свою очередь, повысит риск токсического действия препарата на ткани.
С этой точки зрения, возможно, наиболее важными белками плазмы являются альбумины, поскольку они присутствуют в относительно высоких концентрациях и легко связываются с другими веществами. К другим важным белкам относятся гликопротеины, липопротеины и в меньшей степени глобулины.
Таким образом, легко понять, что клинические состояния, которые изменяют уровни белков плазмы (например, гипоальбуминемия, вызванная нарушением функции почек), могут повлиять на действие и токсичность лекарств, степень связывания которых с белками плазмы выше 90 %.

## Перераспределение
Препараты с высокой растворимостью в липидах, вводимые внутривенно или ингаляционно, первоначально распределяются по органам с интенсивным кровотоком. Позднее лекарство поглощается менее пронизанными сосудами, но более объемными тканями (например, мышцами и жировой тканью): концентрация в плазме падает, и лекарство выводится из них. Если место действия препарата находилось в одном из органов с высокой степенью перфузии, перераспределение приводит к прекращению действия препарата. Чем выше растворимость препарата в липидах, тем быстрее будет его перераспределение. Например, анестезирующее действие тиопентана прекращается через несколько минут за счет перераспределения. Однако, когда одно и то же лекарство вводится повторно или непрерывно в течение длительного времени, участки с низкой перфузией и высокой емкостью постепенно заполняются, и действие лекарства становится более пролонгированным.